# Zakhia
Lo Zakhia è un gioco che si fa con le lettere, similmente allo scarabeo, ed è considerato come il derivato più razionale delle parole crociate. Il gioco è stato inventato da un medico libanese, Frédéric Zakhia (1908-1992), ed è stato pubblicato in Francia nel 1982 (presso l'editore CEJI).
Nello Zakhia si mettono in gioco le lettere e le conoscenze. Contrariamente a quanto accade nella maggior parte dei giochi da farsi con le lettere, i nomi propri sono non solo autorizzati, ma anche consigliati per vincere. In alcuni casi, se la parola formata è in relazione con il tema della casella, i punti si moltiplicano. I nomi comuni, così come i nomi propri, devono trovarsi nel dizionario di riferimento scelto dai giocatori. 
Nel 1973 l'autore ha anche pubblicato Zakhia, dictionnaire des mots croisés et du scrabble (pubblicato in Francia dalle Editions du Rocher) e che è stato riedito nel 1982 e nel 1991.